# Oso Yogui
El Oso Yogui (Yogi Bear en idioma inglés) es un personaje ficticio de dibujos animados. Es un oso antropomorfo y parlante, creado por los estudios de animación de Hanna-Barbera. Nació como un personaje de quiebre de Hanna-Barbera y apareció por primera vez en un capítulo de la serie El Show de Huckleberry Hound, en 1958, emitido por la cadena estadounidense NBC. En enero de 1961 se creó su propia serie, El show del Oso Yogui, y en 1964 se filmó su primera película, Hey There, It's Yogi Bear. 
Su proyección fue internacional, emitiéndose en casi todo el planeta y llegando más allá que el resto de sus compañeros. Su popularidad siguió creciendo apareciendo en películas, especiales televisivos, álbumes de historietas y creándose nuevas series en las que como protagonista agrupaba en torno a él al resto de personajes de Hanna-Barbera. Desde 2001 los derechos de marca de dicho personaje pasaron a ser propiedad de Cartoon Network Studios.
Yogui es un oso pardo, de pelaje castaño, tocada su cabeza con un sombrero Stetson de color verde. Viste un cuello de camisa de color blanco y una elegante corbata del mismo color que su sombrero ceñida con menudo nudo. Cuando anda suenan tambores. Suele hablar en pareado, y le gusta exclamar "¡Ey, Ey, Ey, Ey, Ey!". Disfruta de un excelente humor y una confianza en sí mismo a prueba de bombas. Cuando decide algo, no hay nada que hacer, es un caso perdido de antemano. Otra cosa que le define es su pasión por las personas y su comida. Adora a los turistas y sus manjares. Y si en Jellystone (parque donde habita, variante ficticia del parque nacional de Yellowstone) hay turistas y no ha podido robarle la cesta a alguno, ha perdido el día. Tanta es su pasión, que cuando la comida escasea, le llega la nostalgia, entonces le vienen los deseos de escapar de Jellystone y viajar a la ciudad de los hombres, andar entre ellos y comer sus viandas. Por fortuna para Yogui, tiene un compañero fiel que siempre está a su lado, y cuando Yogui se ciega, le ayuda en todo para que no salga lastimado.

## Personajes relacionados
- Bubu: Boo-Boo en inglés, hermano menor de Yogui que vive con él en Jellystone. Es de color pardo claro, luce pajarita color morada, y luce un flequillo despeinado. Bubú es tranquilo y prudente y siempre sigue de cerca a Yogui, preocupado por lo que va a hacer advirtiéndole de que puede metérsele en algún lio o problema. La relación de Yogui con Bubú puede ser comparada con la relación de Don Quijote y Sancho Panza, al ser dos buenos amigos, aventurescos y curiosos, además de que comparten la característica de ser un personaje con iniciativa y un seguidor. Es común escuchar la frase "¡Hey BuBu!", dicha por Yogui cuando quiere hablarle a su amigo.

- Guardabosques John Francis Smith: Es el guardabosques del parque de Jellystone, y se ha convertido en el némesis de Yogui. Es un hombre flaco y enérgico vestido con un uniforme verde oliva y con un sombrero de ala ancha, típico de los guardabosques de EE. UU. Se enfurece con facilidad, y que en ocasiones queda agotado de tantas contrariedades como le trae Yogui. Y no es que a él le guste incordiar, tan sólo espera que en el parque reine la paz y el orden, que los turistas disfruten y que los animales permanezcan en su lugar.

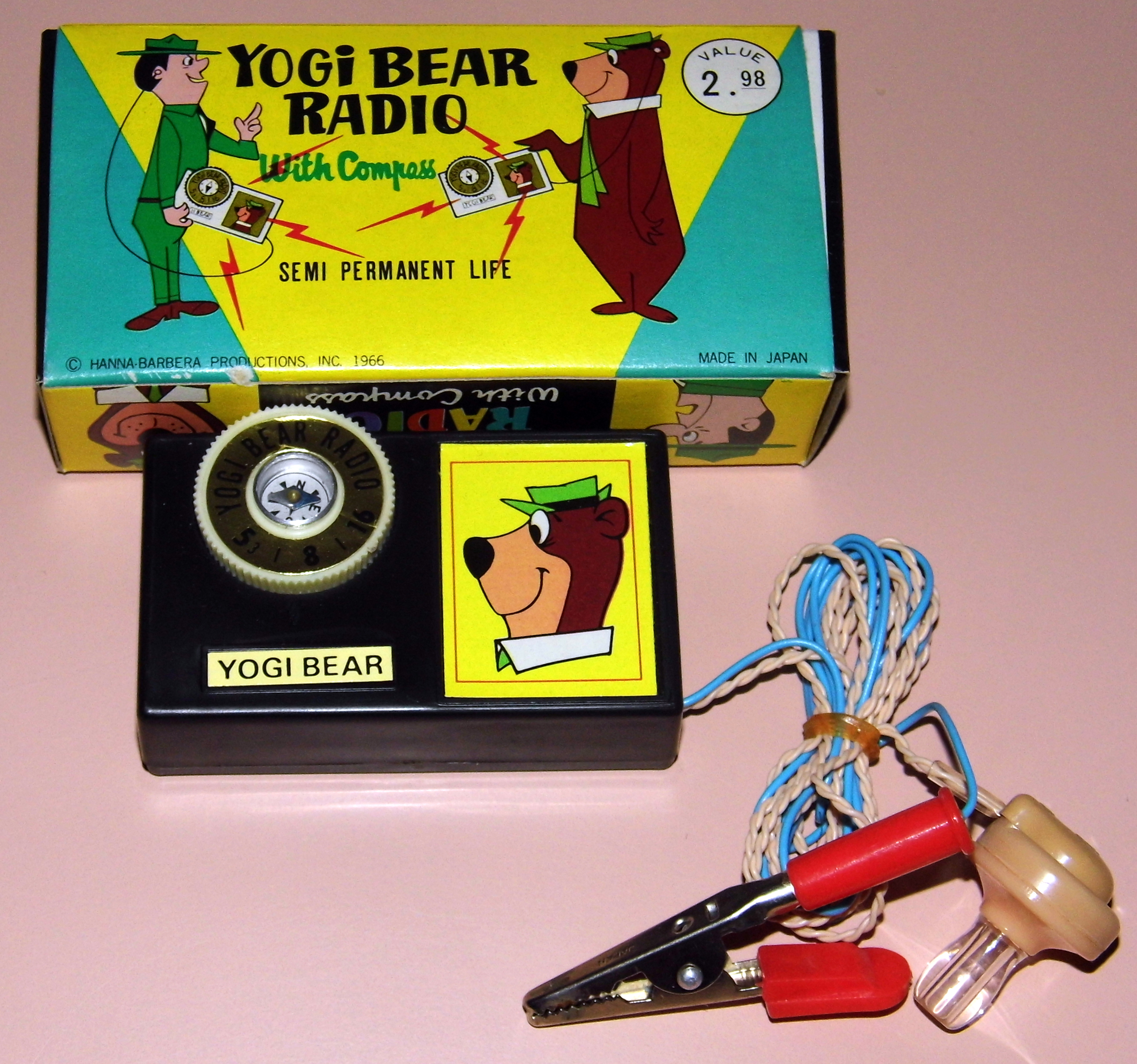
El guardabosques y el Oso Yogui representados en una radio de galena de diodos de germanio, con brújula, y del año 1966.

- Cindy: Considerada la novia de Yogui. Esta es una osezna de color gris. Es coqueta y de maneras refinadas. Suele llevar una sombrilla con la que jueguetea timorata. Luce flequillo plano sobre la frente y una margarita adorna su pelo. Sus ojos coquetos resaltan con largas pestañas. Pañuelo amarillo anudado al cuello y tan solo viste un tutú azul. Cindy apareció pocas veces en la primera serie de Yogui. Pero poco a poco fue convirtiéndose en un personaje más habitual. Al principio desaprobando las acciones cometidas por el oso. Aunque en diversas de las ocasiones se puede ver a estos dos personajes en actitud cariñosa, al final de la serie fue considerada una osezna parda.

## Voz
Entre 1958 y 1962 contó con los siguientes actores de voz:
| Voz Original                                           | Doblador al español | Personaje          |
| ------------------------------------------------------ | --- | ------------------ |
| Daws Butler, Greg Burson (El nuevo show del Oso Yogui) | Eduardo Arozamena (de El Show de Huckleberry Hound -su primera aparición en 1958- hasta El Arca Loca de Yogi -Yogi's Ark Lark, 1972), Francisco Colmenero (años 70 desde El Clan de Yogi -1973- hasta La Primera Navidad de Yogi -1980-, y recientemente en Harvey Birdman, Abogado), Gabriel Cobayassi (años 80 iniciando en Yogi Bear's All Star Comedy Christmas Caper -1982- hasta The New Yogi Bear Show -1988-), Mario Castañeda en Yo-Yogi (1992) | Oso Yogui          |
| Don Messick                                            | Eugenia Avendaño (años 60 y 70), Arturo Mercado (La Primera Navidad de Yogui -1980- y en Harvey Birdman, Abogado) Alma Nuri (años 80) | Oso Bubu           |
| Julie Bennett                                          | Diana Santos | Osa Cindy          |
| Don Messick                                            | Juan José Hurtado (años 60), Arturo Mercado, Luis Bayardo (años 70), Carlos Íñigo, Jorge Roig (años 80) | John Francis Smith |

## Difusión
- Los derechos de transmisión y de marca registrada de las series y del personaje en sí fueron propiedad en un principio de Hanna-Barbera Productions.
- Las transmisiones de los capítulos del Oso Yogui en Estados Unidos, se transmitieron por Cartoon Network y Boomerang y en Hispanoamérica a través de Boomerang y Tooncast.
- Desde el 2001 Cartoon Network Studios es quien posee los derechos de dicho personaje después de que esta compañía adquiriera Hanna-Barbera Productions.
- El 15 de noviembre de 2005 fue lanzado un paquete de cuatro DVD con las series completas del personaje.

## Historietas
- En libros de historieta apareció por primera vez junto a Huckleberry Hound en 1959.
- Tras conseguir su propio Show reapareció en su propia publicación de mano de la editorial Dell en la línea Cuatro Colores número 1067 en 1960.[1]

## Productos
- Su éxito fue tan rotundo que rápidamente se creó una línea de merchandising con su imagen, en toallas, sábanas, pijamas, etc. La marca fue registrada como Yogi Bear Jellystone Park Campgrounds.[2]

## Episodios del Oso Yogui incluidos como segmentos delShow de Huckleberry Hound(1958-1960)
1. ª Temporada[3]
  1. Escape de Jellistone (The Yogi Bear's Big Break): El capítulo piloto de Yogui. Yogui decide intentar escaparse del parque.
  2. Un pato con suerte (Slumber Party Smarty): El Patito Huérfano decide hospedarse en la caverna de Yogui, y le hace imposible a Yogui que pueda cumplir su letargo invernal (véase también Yakky Doodle).
  3. Osos hambrientos (Pie Pirates):
  4. Torito bravo (Big Bad Bully): Yogui siguiendo a una abeja en busca de miel, se encuentra con un toro en una granja y que no le dejará alcanzar el panal.
  5. La caza de la zorra (The Fox Hound Dog): Un cazador y su eficiente perro rastreador se han propuesto cazar a un pequeño zorrito. Yogui no está dispuesto a permitírselo.
  6. El valiente pequeño indio (The Little Brave): Un pequeñin piel roja va a la caza del gran oso. Yogui se muestra halagado, a pesar de los flechazos.
  7. Un oso hay que cazar (Tally Ho Ho Ho): La temporada de caza del oso ha comenzado. Un cazador perseguirá al oso Yogui, con ahínco.
  8. Un águila de altos vuelos (Hig Fly Guy): Una camada de tres aguiluchos emprenden el vuelo tras de su madre. Sin embargo uno de ellos es incapaz de volar y es encontrado por Yogui que intentará ayudarle a que aprenda a volar para encontrar a su mamá.
  9. Un relato maravilloso (Baffled Bear): Esta animación es una sátira de como el progreso y los automóviles que al ritmo que van pronto desplazan a Yogui de su hábitat, amenazando la naturaleza y destruyéndolo todo a su paso.
  10. Historia de un crimen americano (Big Brave Bear): Una banda de malvados gánsteres ha decidido esconderse en la gran extensión del parque de Jellystone. Precisamente eligen la cueva de Yogui y de Bubú, y toman a Bubú de rehén para que Yogui haga lo que ellos quieran.
    1. Emisión de una reposición de un capítulo del Oso Yogui.

  11. Yogui contra la trucha (The Stout Trout): Yogui se entesta en pescar una trucha, pero esta es más obstinada aún que el propio Yogui.
  12. Un paseo en helicóptero (The Buzzin´ Bear): Yogui suele tener la mala costumbre de entrometerse donde no le llaman. En cuanto ve un helicóptero para allá se va él para probarlo.
    1. Emisión de una reposición de un capítulo del Oso Yogui.

  13. El oso fugitivo (Runaway Bear): El coronel Packingham ha recogido todo tipo de trofeos de caza. Sin embargo aún le falta uno. Una hermosa cabeza de oso que intentará cobrar del propio Yogui, el mejor oso con patines del circo que acaba de escaparse.
  14. Te invito a mi casa (Be My Guest Pest): Yogui ha decidido hacerse pasar por una piel de oso y así alojarse en el piso de unos turistas. Cuando descubre que las alfombras tampoco tienen una vida demasiado fácil, Yogui al final decide volver a su tranquila monotonía.
    1. Emisión de una reposición de un capítulo del Oso Yogui.

  15. El pato y el sabueso (Duck in Luck): Yogui se ha encontrado con un patito pequeño en plena temporada de la caza del pato. Su mayor prioridad será preservar que el patito no sea encontrado por los cazadores y tendrá que inventar ingeniosos ardides. Véase también Yakky Doodle.
  16. El niño y el león (Bear on a Picnic): Con el buen tiempo las familias llegan a Jellystone para realizar un pícnic. Yogui estará atento para ver de recaudar comida, siempre que se lo permita el guardia Smith. Sin embargo Yogui se encuentra con un niño que se ha escapado y deberá encargarse de él. 
    1. Emisión de una reposición de un capítulo del Oso Yogi.

  17. El soberbio fugilista (Prize Fight Fright): Un campeón de boxeo ha decidido entrenarse aprovechando el aire puro de Jellystone. Al ver a Yogui aprovecha para hacerse unas fotos simpáticas con el “osito” pero al golpearle un puño el rebote de Yogui lo noquea lo que lo convierte en el nuevo campeón mundial proporcionándole una gran fama.
  18. Intercambio de cerebros (Brainy Bear): Un científico loco pretende trasvasar su cerebro al cuerpo de Yogui y el de Yogui a una gallina. Al final, Bubú no sabe quién es quién.
  19. Robin Hood Yogui y su alegre pandilla (Robin Hood Yogi): Yogui se dedicará a actuar como Robín Hood. A robar las cestas de comida de los más alimentados para repartirlas entre los más hambrientos. Por supuesto ya se saben sus motivaciones.
  20. El niñero (Daffy Daddy): Un chiquillo con delirios de cowboy, ha tomado a Yogui como mascota. Yogui, bonachón, por no dañar al chiquillo, accede a sus juegos un tanto dolorosos, y ruega por el niñito se marche cuanto antes, pero Yogui no cuenta con que el niño tiene otros planes.
  21. Ladrón de motonetas (Scooter Looter): Yogui roba una motoneta para dar un paseo por el parque, pero no sabe conducir ni cómo detenerla. Así pues Yogui va de un lado a otro del parque dando bandazos y preguntándose cuando se acabará todo. Incluso acabará visitando las alturas recorriendo las ramas de los árboles.
  22. La roca del elefante (Hide and Go Peek): Un elefante se ha escapado del circo y se esconde en Jellystone. Allí le pedirá a Yogui que le ayude a escapar de sus tiránicos captores.
2. ª Temporada fecha de emisión 1959 
  1. Yogui, estrella de cine (Show Biz Bear): Yogui ve llegar al parque a un equipo de personas que quieren filmar una película que se titula El oso del espacio. El actor disfrazado de oso se marcha y Yogui es reclutado para filmar la película.
  2. Despierto en Invierno (Lullabye Bear): Yogui se ha propuesto de pasar el invierno despierto, para desesperación de todos los residentes del parque.
  3. Un ladrón con piel de oso (Bearface Disguise): La noche anterior a la obertura del parque de Jellystone a los turista estacionales, el guardia Smith se dispone a enseñarle una lección a Yogui para que no vuelva a robar comida. Para ello el guardia Smith se disfraza de oso Polar. Sin embargo, Yogui, adivina que el oso no es otro que el guardia Smith y le da la vuelta a la tortilla.[4]
  4. El día del padre (Papa Yogi): En esta ocasión Yogui se infiltra disfrazado en un pícnic como uno más de los asistentes y participa en las pruebas, como por ejemplo la carrera de sacos o a ver quien se come más pasteles, por supuesto esta no solo la gana sino que se come todos los pasteles de la competición.
  5. Un guardia engorilado (Stranger Ranger): Yogui se hace pasar por guardabosques. Por supuesto sus normas son de lo más beneficiosas para su provecho.
  6. Un partido de fútbol americano/Ra Ra Bear: Yogi entra a la cabaña del guardabosques Smith para asaltar el refrigerador y lee un periódico que dice que los "Osos de Chicago", un equipo de Futbol Americano, serán presa fácil para el equipo de los Gigantes, es por eso que Yogi decide viajar escondido en la maleta de un auto a Chicago para ayudar a sus camaradas los Osos (Yogi cree que los osos son de su misma especie). Llegado al estadio, el equipo de los Osos cree que Yogi es la mascota que mandaron. Sin embargo un jugador del equipo de los Osos se lesiona y el entrenador decide colocar a Yogi a jugar. El guardabosques Smith ve a Yogi por la televisión y lo va a buscar en helicóptero hasta el mismo estadio.
  7. El oso invisible (Bear for Punishment): "Presto, el Mago" visita el parque de Jellystone. Al conocer a Yogui, lo hará invisible para que pueda robar impunemente las cestas de los turistas.
  8. El libro de hipnotismo (Nowhere bear): El guardia Smith está leyendo un libro de hipnotismo para pasar el rato. Después se le ocurre probar con alguien y por ello llama a Yogui, quien al enterarse del invento de la hipnosis intentará usarla para robar comida. Al principio prueba con BuBú, pero el resultado no será el que él esperaba.
  9. El osito de juguete (Wound-up Bear): Yogui se entera de que en la tienda de souvenirs del parque se venden ositos como recuerdo. Por ello disfraza a Bubú como uno de estos para intentar robar comida a los turistas despistados.
  10. Escoba embrujada (Bewitched Bear): La bruja Winnie, pasadas las fiestas de Halloween, ha decidido pasar sus vacaciones en la tranquilidad del parque Jellystone. Yogui se acercará a su cabaña para ver de conseguir comida. En lugar de ello Yogui usará la escoba de la bruja para intentar de robar la comida desde el aire.
  11. Caperucita Roja (Hoodwinked Bear): Yogui ve a una niña que le lleva una cesta de comida a la cabaña de su abuelita. Por ello Yogui se adelanta para llegar antes a la cabaña. Allí le dirá a la abuelita que ha ganado un premio para que esta se vaya y así él ocupando el puesto de la abuelita podrá comerse el contenido de la cesta.
  12. Blanquita No Sé Qué y los dos osos (Snow White Bear): Al tiempo de disponerse a hibernar en la cueva de Yogui se presenta una niña que se llama Blanca Nieves preguntando por los siete enanitos. Tras despedirla y disponerse a dormir, se presentan los enanos que buscan a Blanca Nieves. Así una vez y otra hasta que Yogui llegue a desesperarse.
  13. Invasión extraterrestre (Space Bear): Un platillo volante aterriza en Jellystone. Yogui pensando que es un nuevo tipo de "roulotte" se interna en el para buscar comida. Empero manjares, se encuentra con los planes de conquistar la tierra de los alienígenas. Mientras los extraterrestres han tomado el aspecto de Yogui, y causaran grandes altercados de los que Yogui será considerado el culpable.

## The Yogi Bear Show
El show del Oso Yogui se emitió entre el 30 de enero de 1961 y el 6 de enero de 1962, y constó de 33 episodios.

## Hey There, It's Yogi Bear
Hey There, It's Yogi Bear fue la primera película del Oso Yogui, en 1964. En ella se cuenta como Yogui se fuga de Jellystone para estar un rato con Cindy, pero acabará en un circo.

## Yogi Bear & Friends
El Clan del Oso Yogui se emitió entre los años 1967 y 1968. Este fue un programa que reunía una selección aleatoria de todas las series de Hanna-Barbera realizadas hasta la época. Reuniendo bajo el conocido nombre de Yogui a los siguientes personajes: el Lobo Hokey, Huckleberry Hound, Pixie, Dixie y el gato Jinks, el León Melquíades, y Yakky Doodle.

## Yogi's Ark Lark
El Arca Loca de Yogui fue una película realizada para una emisión especial de televisión por la cadena ABC, en la que Yogui y sus amigos luchan contra villanos medioambientales.

## Yogi's Gang
La banda de Yogui (Yogi's Gang) fue una serie emitida en la cadena ABC entre el 8 de septiembre de 1973 y el 30 de agosto de 1975. La serie consta de 17 capítulos de los cuales los dos últimos pertenecen a la película El arca loca de Yogui, dividida en dos partes de media hora cada una.

## Yogi's Space Race
La carrera espacial de Yogui fue emitido por la NBC (1978–1979) La emisión de las aventuras espaciales de la banda de Yogui comenzó el 9 de septiembre de 1978 de 8 a 9:30 de la mañana, hasta el 28 de octubre de ese mismo año en el que se cambió su hora de emisión reemitiéndose el 4 de noviembre de 11 a 12 del mediodía, hasta el 27 de enero de 1978. Ese año volvió a cambiarse su hora de emisión volviendo a la mañana desde el 3 de febrero de 1979 de 8 a 8:30 hasta el 3 de marzo de 1979.toon2

## Galaxy Goof-Ups
Galaxy Goof-Ups fue una serie emitida entre 1978 y 1979.

## Yogi's Treasure Hunt
Yogui y la búsqueda del tesoro fue una serie emitida entre 1985 y 1986.

## Yogi and the Invasion of the Space Bears
Yogui y la invasión de los Osos Espaciales fue una película de animación emitida en Estados Unidos en 1988.

## The New Yogi Bear Show
El nuevo show del Oso Yogui fue emitido por una cadena sindicada estadounidense entre 1988 y 1989 en un programa que duraba media hora y que además incluía pases de los episodios clásicos de la serie original. En 45 nuevos episodios Yogui fue doblado por Greg Burson, y se incluyeron nuevos personajes: el oso Blubber (de Los Autos Locos), el Mapache Ninja (Ninja Racoon) y el guardia Roubideux, asistente del guardabosques Smith.

## Wake, Rattle, and Roll
Yogui aparece en una de las secciones del programa Fender Bender 500 (1990-1991).

## Yo Yogui!
Yo Yogui! fue la última serie en ser protagonizada por el Oso Yogui junto a otros personajes de Hanna-Barbera. Se emitió de septiembre a diciembre de 1991 por la cadena NBC.

## Especiales
- La primera Navidad del Oso Yogui (Yogi's First Christmas). Especial televisivo de Hanna-Barbera emitido en 1980.
- Yogui el oso de Pascua (Yogi the Easter Bear). Especial televisivo de Hanna-Barbera emitido en 1994.
- Yogui y sus amigos en Aventuras Navideñas (Yogi Bear's All Star Comedy Christmas Caper). Película especial para televisión.
- Yogui y sus aventuras en el Ganso de Madera (Yogi Bear and the Magical Flight of the Spruce Goose). Película de animación para televisión.

## Película
En 2010 se estrenó El Oso Yogui: La película, que combina secuencias en imagen real con secuencias de animación por computadora en una adaptación de la serie de Hanna-Barbera, distribuida por Warner Bros., en asociación con Hanna-Barbera Productions.
Esta sería la primera película de Hanna-Barbera que no involucrará la asistencia de William Hanna ni de Joseph Barbera. Eric Brevig firmó como director de la película y una de las actrices principales es Anna Faris, conocida por su participación en las películas de Scary Movie.
La película sigue las aventuras del oso Yogui y su amigo Bubu en el parque Jellystone. Dan Aykroyd es el encargado de prestar su voz a Yogui mientras que el cantante Justin Timberlake interpreta a Bubu.
El Oso Yogi aparece de cameo en Space Jam: A New Legacy, una película animada de 2021 lanzada por Warner Bros. Pictures.

## Videojuegos
- Yogi's Frustration (Intellivision) (1983)[8]
- Yogi Bear (Commodore 64) (1987)
- Yogi Bear & Friends in The Greed Monster (Commodore 64) (1989)
- Yogi's Great Escape (Amiga) (1990)
- Yogi Bear's Math Adventures (DOS) (1990)
- Yogi's Big Clean Up (Amiga) (1992)
- Adventures of Yogi Bear (Super NES) (1994)
- Yogi Bear's Gold Rush (Game Boy) (1994)
- Yogi Bear: Great Balloon Blast (Game Boy Color) (2000)
- Yogi Bear: The Video Game (Wii, Nintendo DS) (2010)